# Oxybelis
Oxybelis – rodzaj węży z podrodziny Colubrinae w rodzinie połozowatych (Colubridae).

## Zasięg występowania
Rodzaj obejmuje gatunki występujące w Meksyku, Belize, Gwatemali, Salwadorze, Hondurasie, Nikaragui, Kostaryce, Panamie, Kolumbii, Wenezueli, Trynidadzie i Tobago, Gujanie, Surinamie, Gujanie Francuskiej, Brazylii, Ekwadorze, Peru i Boliwii.

## Systematyka

### Etymologia
Oxybelis: gr. οξυβελης oxubelēs „ostro zakończony, ostry”.

### Podział systematyczny
Do rodzaju należą następujące gatunki:
- Oxybelis aeneus (Wagler, 1824) – ostrogłów brązowy[4]
- Oxybelis brevirostris (Cope, 1861)
- Oxybelis fulgidus (Daudin, 1803) – wąż ostrogłowy[5]
- Oxybelis inkaterra Jadin, Jowers, Orlofske, Duellman, Blair, & Murphy, 2021[6]
- Oxybelis koehleri Jadin, Blair, Orlofske, Jowers, Rivas, Vitt, Ray, Smith, & Murphy, 2020[7]
- Oxybelis microphthalmus Barbour & Amaral, 1926
- Oxybelis potosiensis Taylor, 1941
- Oxybelis rutherfordi Jadin, Blair, Orlofske, Jowers, Rivas, Vitt, Ray, Smith, & Murphy, 2020[7]
- Oxybelis transandinus Torres-Carvajal, Mejía-Guerrero & Terán, 2021
- Oxybelis vittatus (Girard, 1854)
- Oxybelis wilsoni Villa & McCranie, 1995